# Phrynosoma hernandesi
Phrynosoma hernandesi is een hagedis uit de familie Phrynosomatidae. 

## Naam en indeling
De soort werd voor het eerst wetenschappelijk beschreven door Charles Frédéric Girard in 1858. Oorspronkelijk werd de wetenschappelijke naam Phrynosoma (Tapaya) hernandesi gebruikt. De soort werd lange tijd als een ondersoort gezien van de korthoornpadhagedis (Phrynosoma douglasii).
De soortaanduiding hernandesi is een eerbetoon aan de Spaanse onderzoeker Francisco Hernández Médico die in 1651 schreef over zijn ontmoeting met stekelleguanen.

### Ondersoorten
De soort wordt verdeeld in twee ondersoorten, met de auteur en het verspreidingsgebied.
| Naam                          | Auteur       | Verspreidingsgebied              |
| ----------------------------- | ------------ | -------------------------------- |
| Phrynosoma hernandesi         | Girard, 1858 | Canada, Mexico, Verenigde Staten |
| Phrynosoma hernandesi ornatum | Girard, 1858 | Canada, Mexico, Verenigde Staten |

De hagedis bereikt een totale lichaamslengte van 9,5 tot 12,5 centimeter met uitschieters tot bijna 16 centimeter. Volwassen dieren worden groter dan vergelijkbare soorten en hebben meer oranje kleuren aan zowel de rug- als de buikzijde.
Phrynosoma hernandesi komt voor in het westen van de Verenigde Staten van Texas tot in Canada. De hagedis eet insecten, voornamelijk mieren, maar ook andere prooien worden soms gegeten. 